# Ron Dekker
Ronald Dekker, detto Ron (Deventer, 30 giugno 1966), è un nuotatore olandese.

## Carriera
Specializzato nella rana e nei misti, Dekker nuotava per il club De IJsel della sua città natale, Deventer e per lo Zwemlust di Utrecht. Era allenato dal fratello René Dekker, che fu poi tecnico della nazionale olandese.
Riserva della nazionale fin da quando aveva sedici anni, debuttò nel panorama natatorio internazionale all'età di diciannove anni, quando prese parte ai campionati europei di nuoto 1985; in questa rassegna, ottenne l'ottavo piazzamento nei 100 m rana e il sesto posto con la staffetta 4x100 misti.
L'anno seguente, fu convocato per i mondiali di Madrid, dove fu sesto classificato nei 100 m rana e settimo nella staffetta 4x100 misti, ma non raggiunse la finale nei 200 m rana. Agli europei del 1987 gareggiò solo con la staffetta nei 100 misti, confermando il sesto piazzamento di due anni prima.
Nel 1988 prese parte alle Olimpiadi di Seul: nella gara dei 100 m rana risultò il primo degli esclusi dalla finale A e giunse secondo in finale B; mancò la finale anche nella staffetta 4x100 stile libero, mentre ottenne il settimo piazzamento nella staffetta 4x100 misti insieme ai compagni Hans Kroes, Frank Drost e Patrick Dybiona.
Agli europei del 1989 fu quinto nei 50 m stile libero e nei 100 m rana, mentre si piazzò settimo con la staffetta 4x100 stile libero. Dopo i mondiali di Perth, dove conquistò la finale in cinque gare su sei, fu convocato per la prima edizione dei mondiali in vasca corta, che si tennero a Palma di Maiorca nel 1993. In questa rassegna ottenne la medaglia d'argento sulla distanza dei 100 m rana.
Già da alcuni anni, infatti, Ron Dekker era divenuto uno specialista della vasca corta. Prese parte alle prime quattro edizioni dei campionati europei di nuoto in vasca corta: nell'edizione del 1991 vinse due medaglie d'argento nei 50 m rana e nei 100 m misti; in quella del 1992 ottenne l'argento nei 50 m rana; nell'edizione del 1993, svoltasi un mese prima dei mondiali, confermò l'argento nei 50 m rana e conquistò una storica medaglia d'oro nei 100 m misti; agli europei in vasca corta del 1994, si aggiudicò nuovamente l'argento nei 50 m rana.
Nel 1994 prese parte per l'ultima volta ai mondiali in vasca lunga, ottenendo la sesta piazza nei 100 m rana; divenne il primo nuotatore olandese a partecipare a tre edizioni dei mondiali. Sempre nello stesso anno, grazie ai numerosi successi raccolti durante la stagione in Coppa del Mondo, fu iscritto nell'albo d'oro come campione maschile nella specialità della rana.
Nel 1996, mentre era in preparazione per qualificarsi alle Olimpiadi di Atlanta, fu coinvolto in un tragico incidente stradale nei pressi di Winterberg, quando l'autobus su cui viaggiava insieme alla fidanzata si ribaltò; nella fatalità restarono uccisi sette passeggeri, mentre Dekker riportò una commozione cerebrale.
Ron Dekker fu campione nazionale per sessantasei volte e stabilì in carriera cinquanta primati nazionali. Il suo primato nei 50 m rana resistette per oltre undici anni, fin quando nel 2006 venne battuto da Robin Van Aggele. Dopo aver annunciato il ritiro nel 1999, lasciò effettivamente l'agonismo dopo i campionati olandesi del 2002, in cui vinse l'oro nei 50 m rana all'età di trentasei anni e dopo diciannove anni dal suo primo titolo. In seguito al ritiro, restò nell'ambito sportivo dedicandosi all'attività di talent scout per giovani nuotatori.

## Palmarès
| Giochi olimpici              | ---               | ---                     | 100 m rana               | 200 m rana                | 4 × 100 m st. libero                     | 4 × 100 m misti               |
| 1988 Seul Corea del Sud      | ---               | ---                     | 2º in Finale B - 1'03"22 | 26º in batteria - 2'20"84 | 11º in batteria - 3'25"26 frazione 51"31 | 7º - 3'46"55 frazione 1'03"40 |
| Campionati mondiali          | 50 m stile libero | 100 m stile libero      | 100 m rana               | 200 m rana                | 4 × 100 m st. libero                     | 4 × 100 m misti               |
| 1986 Madrid Spagna           | ---               | ---                     | 6º - 1'04"56             | 24º in batteria - 2'24"00 | ---                                      | 7º - 3'49"02                  |
| 1991 Perth Australia         | 7º - 23"39        | 23º in batteria - 51"58 | 8º - 1'02"75             | 6º - 2'17"39              | 7º - 3'26"97                             | 8º - 3'47"60                  |
| 1994 Roma Italia             | ---               | ---                     | 6º - 1'03"74             | ---                       | ---                                      | ---                           |
| Campionati europei           | 50 m stile libero | ---                     | 100 m rana               | ---                       | 4 × 100 m st. libero                     | 4 × 100 m misti               |
| 1985 Sofia Bulgaria          | ---               | ---                     | 8º - 1'05"22             | ---                       | 6º - 3'50"67                             | ---                           |
| 1987 Strasburgo Francia      | ---               | ---                     | ---                      | ---                       | 6º - 3'48"31                             | ---                           |
| 1989 Bonn Germania Ovest     | 5º - 23"06        | ---                     | 5º - 1'02"56             | ---                       | 7º - 3'23"98                             | ---                           |
| Mondiali in vasca corta      | ---               | ---                     | 100 m rana               | ---                       | ---                                      | ---                           |
| 1993 Palma di Maiorca Spagna | ---               | ---                     | Argento: 59"95           | ---                       | ---                                      | ---                           |
| Europei in vasca corta       | ---               | ---                     | 50 m rana                | 100 m misti               | ---                                      | ---                           |
| 1991 Gelsenkirchen Germania  | ---               | ---                     | Argento: 27"42           | Argento: 55"45            | ---                                      | ---                           |
| 1992 Espoo Finlandia         | ---               | ---                     | Argento: 27"67           | ---                       | ---                                      | ---                           |
| 1993 Gateshead Regno Unito   | ---               | ---                     | Argento: 27"89           | Oro: 55"77                | ---                                      | ---                           |
| 1994 Stavanger Norvegia      | ---               | ---                     | Argento: 27"61           | ---                       | ---                                      | ---                           |